# Emberménil

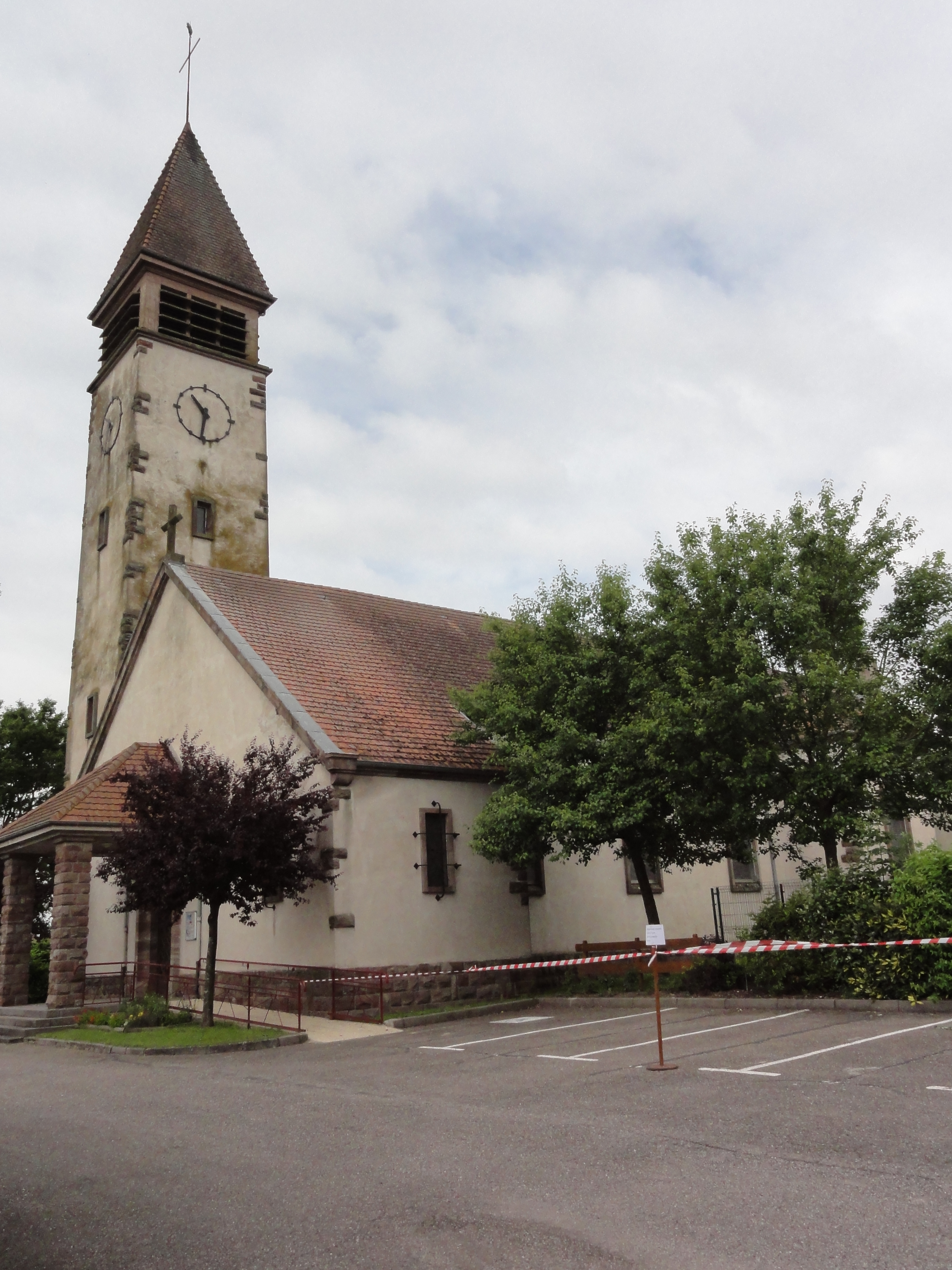
Kościół św. Szczepana (2016)

Emberménil – miejscowość i gmina we Francji, w regionie Grand Est, w departamencie Meurthe i Mozela.
Według danych na rok 1990 gminę zamieszkiwały 232 osoby, a gęstość zaludnienia wynosiła 16 osób/km² (wśród 2335 gmin Lotaryngii Emberménil plasuje się na 813. miejscu pod względem liczby ludności, natomiast pod względem powierzchni na miejscu 361.).

## Populacja

Populacja Emberménil w latach 1962–2008